# Osage County, Oklahoma
Osage County är ett county i delstaten Oklahoma, USA. Den administrativa huvudorten (county seat) är Pawhuska (3 629 inv år 2000). Countyts befolkning var år 2000 44 437 invånare, av vilka 14,4 % var osager eller andra nordamerikanska urbefolkningar.
Countyt är det största i Oklahoma med en landareal om 5 967 km². Osage County är till omfattningen identisk med osageindianreservatet i Oklahoma.

## Geografi
Enligt United States Census Bureau har countyt en total area på 5 967 km². 5 830 km² av den arean är land och 137 km² är vatten.

### Angränsande countyn
- Cowley County, Kansas - nord
- Chautauqua County, Kansas - nordost
- Washington County - öst
- Tulsa County - sydost
- Pawnee County & Noble County - sydväst
- Kay County - väst

### Orter
- Barnsdall
- Pawhuska (huvudort)